# Saxofon
| I denna artikel     |
| används tonnamnen   |
| Bess (B♭) och B.    |
| Se olika skrivsätt. |

Saxofon är ett blåsinstrument av metall som räknas till träblåsinstrumenten på grund av sin konstruktion med ett (enkelt) rörblad som ljudalstrande del och att den har fler än två öppningar.
Saxofon har anknytning till jazzmusiken som ett av de populärare instrumenten inom genren. Saxofonen är vanligtvis förknippad med populärmusik, storbandsmusik och jazz, men ursprungligen var saxofonen avsedd för orkester- och militärmusik. Saxofonen har också använts flitigt av många dansband, främst Ingmar Nordströms, Simons, Thorleifs och Anders Engbergs.

## Storlekar
De varianter av saxofoner som är vanligast är från högsta till lägsta tonläge:
- sopransaxofon (stämd i Bb)
- altsaxofon (Eb)
- tenorsaxofon (Bb)
- barytonsaxofon (Eb)

Betydligt ovanligare är
- sopraninosaxofonen (Eb)
- C-melodisaxofonen (C)
- bassaxofonen (Bb)
- kontrabassaxofonen (Eb)

Den moderna saxofonfamiljen: baryton, tenor, alt och sopransax.

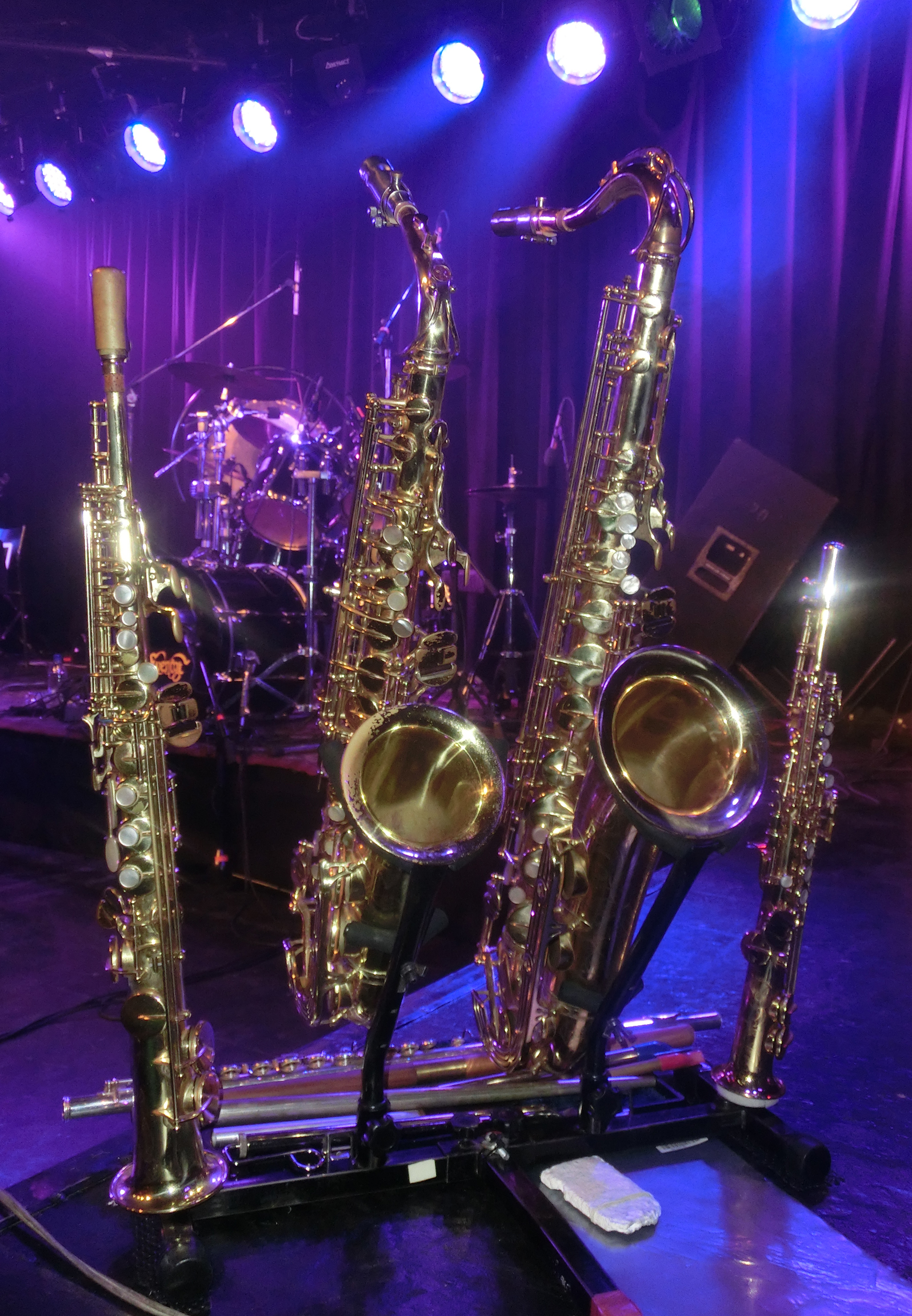
Sopran-, alt-, tenor- och sopranino-saxofon.
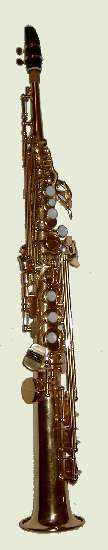
Rak sopransaxofon.
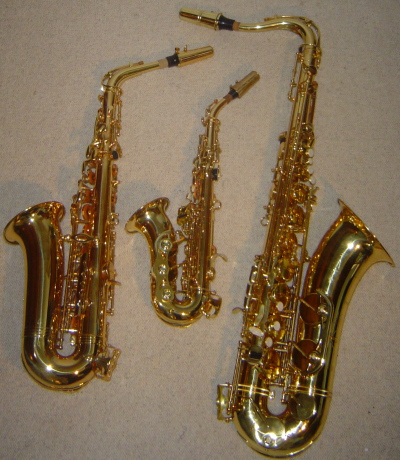
Böjd sopransaxofon mellan en altsaxofon och en tenorsaxofon.
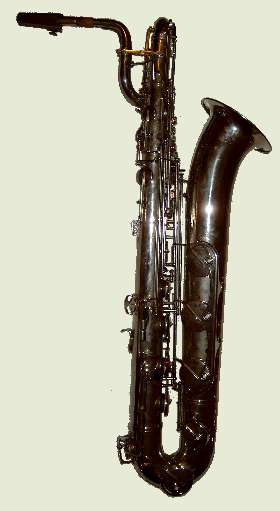
Barytonsaxofon.
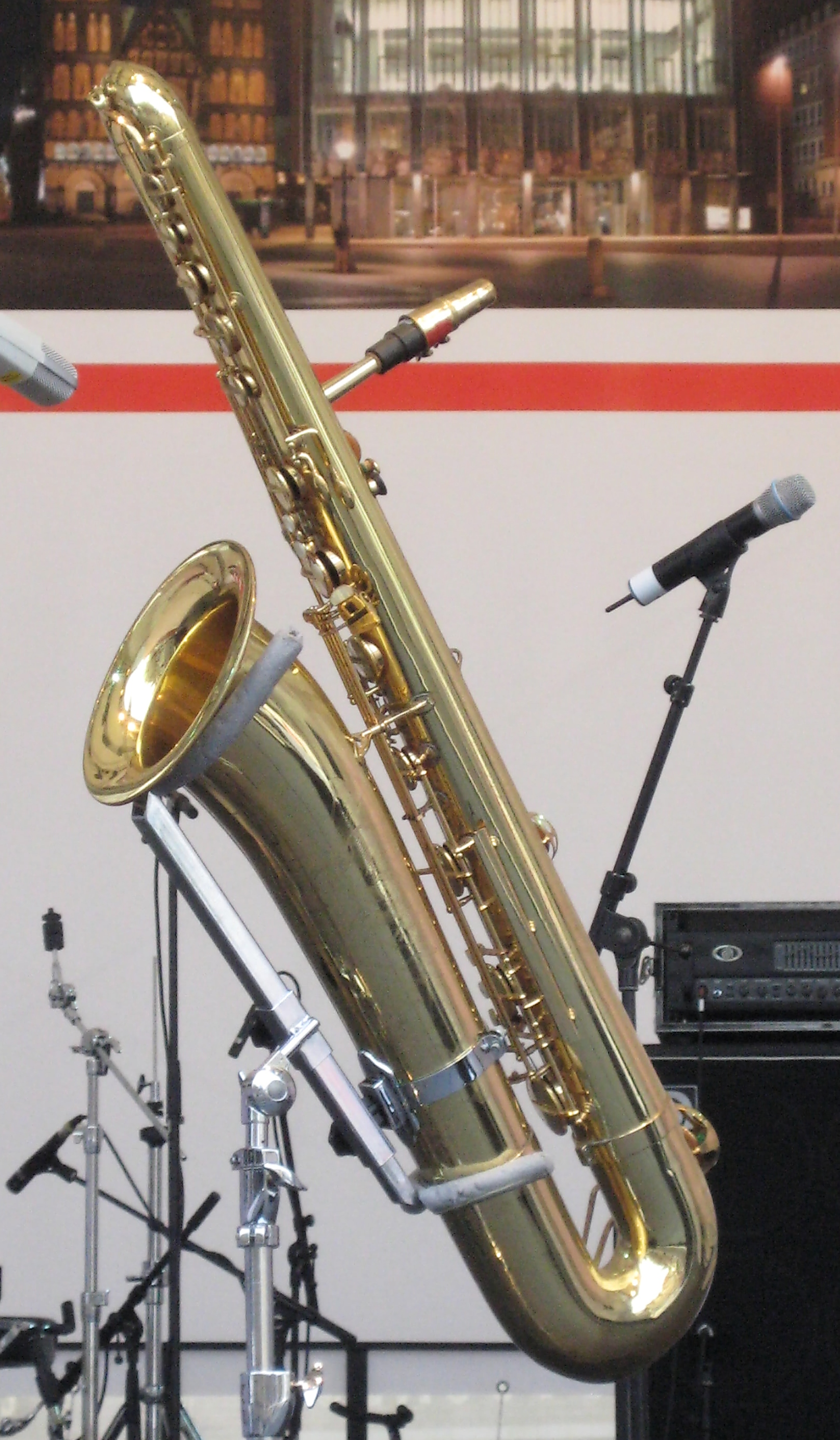
Bassaxofon.

## Historia
Saxofonen skapades på 1840-talet av Adolphe Sax. Patentansökan inlämnades 21 mars 1846 och den 22 juni 1846 beviljades patent på musikinstrumentet (Frankrike, Brevet d'invention no 3226 du 21 mars 1846).

## Besläktade instrument
Instrumentmakaren Benedikt Eppelsheim i München har konstruerat tubaxen - en kompakt byggd kontrabassaxofon som även finns i subkontrabasvariant.
Sarrusofonen är ännu en saxofonvariant som liknar tubaxen, men med dubbelt rörblad, och som därför kan sägas vara ett slags metallfagott.
Det finns även en variant, som inte är ett blåsinstrument i sig, midisaxofonen som spelas som en saxofon men måste kopplas till en synthesizer eller liknande för att ge ljud ifrån sig.
Xaphoon är ett litet blåsinstrument av antingen plast eller bambu. Dess klang låter som en blandning mellan klarinettens och saxofonens.

## Saxofonister
- Cannonball Adderley (alt)
- Candy Dulfer (alt)
- Albert Ayler (alt och tenor)
- Sidney Bechet (sopran)

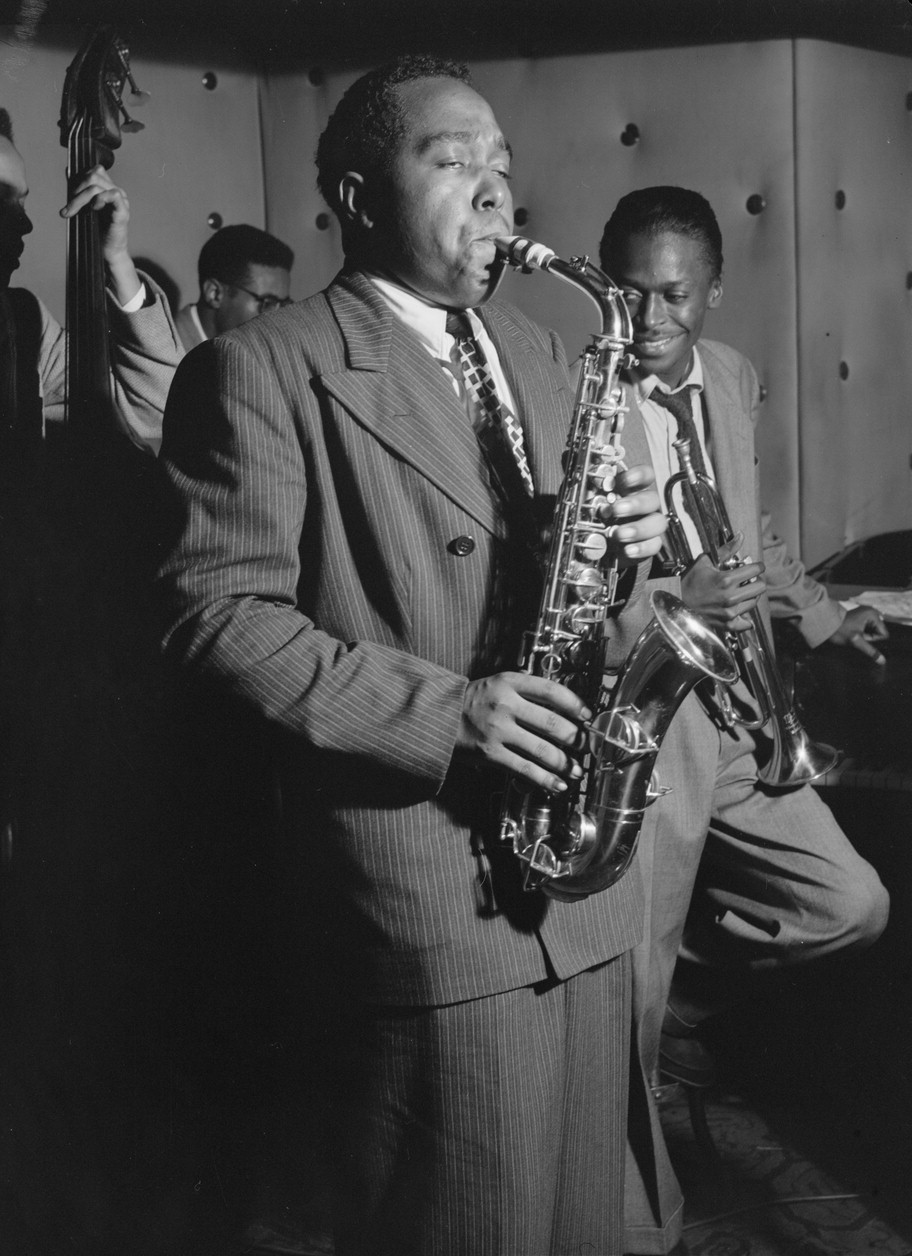
Altsaxofonisten Charlie Parker 1947.

- Michael Brecker (Tenor och EWI: Electronic wind instrument)
- Clarence Clemons (tenor)
- Ornette Coleman (alt)
- John Coltrane (sopran och tenor)
- Arne Domnérus (alt)
- Per Friman (alt och sopran, klassisk)
- Kenny G (sopran)
- Jan Garbarek (tenor)
- Stan Getz (tenor)
- Robert Nordmark (musiker) (tenor)
- Dexter Gordon (tenor)
- Lars Gullin (baryton)
- Coleman Hawkins (tenor)
- Johnny Hodges (alt)
- Bo Jansson (tenor, baryton)
- Jonas Knutsson (sopranino, sopran, alt, baryton)
- Anders Linder ( sopran och alt)
- Sten-Åke Lindberg (alt, tenor)
- Gerry Mulligan (baryton)
- Bjarne Nerem (tenor)
- Ingmar Nordström (sopranino och alt)
- Nisse Sandström (tenor)
- Charlie Parker (alt)
- Dick Parry (alt, tenor, baryton)
- Art Pepper (alt)
- Jörgen Pettersson (alla typer)
- Andreas Pettersson (bara alt)
- Sigurd Raschèr
- Sonny Rollins (tenor)
- David Sanborn (alt)
- Wayne Shorter (tenor)
- Zoot Sims (tenor)
- Sergey Stepanov
- Thorleif Torstensson (alt, tenor och sopran)[3]
- Rudy Wiedoeft (C-melody med flera)
- Lester Young (tenor)

## Saxofongrupper
- Arte quartett
- Rollin Phones
- Svenska Saxofonkvartetten